# Fowleria flammea
Fowleria flammea är en fiskart som beskrevs av Allen, 1993. Fowleria flammea ingår i släktet Fowleria och familjen Apogonidae. Inga underarter finns listade i Catalogue of Life.